# Escalade Peak
Escalade Peak är en bergstopp i Antarktis. Den ligger i Östantarktis. Australien gör anspråk på området. Toppen på Escalade Peak är 2 035 meter över havet.
Terrängen runt Escalade Peak är kuperad åt sydost, men åt nordväst är den platt. Escalade Peak är den högsta punkten i trakten. Trakten är obefolkad. Det finns inga samhällen i närheten.